# Homeland (videogioco)
Homeland (ホームランド?) è un videogioco sviluppato e pubblicato nel 2005 da Chunsoft per Nintendo GameCube.

## Modalità di gioco
Homeland è un videogioco di ruolo che prevede una modalità in singolo e una multiplayer online, in cui uno dei giocatori assume il ruolo di dungeon master. La grafica del gioco è stata paragonata a quella di Animal Crossing e Katamari Damacy.